# Dvorac Zajezda
Dvorac Zajezda nalazi se u Općini Budinščina u Hrvatskom zagorju, u selu Zajezda. To je višeslojni objekt u mjestu Zajezda, općini Budinščina, zaštićeno kulturno dobro.

## Povijest
Sagradila ga je plemićka obitelj Patačić. Patačići su uzeli Zajezdu kao glavno sjedište svoje obitelji te su prema njoj nazvani Patačići od Zajezde. Vrijeme izgradnje dvorca nije točno utvrđeno, ali se u poznatoj knjizi Status familiae Patachich  Arhivirana inačica izvorne stranice od 21. prosinca 2008. (Wayback Machine) datira u 1740. godinu. Dekoracija na dvorcu potječe iz kasnijeg razdoblja, a pripisuje se štajerskom arhitektu Johannu Fuchsu.

## Arhitektura
Dvorac je projektiran kao trokrilni objekt, pri čemu tri krila zatvaraju unutrašnje dvorište, a s četvrte strane omeđuje ga zid s portalom. Krila dvorca su prema dvorištu rastvorena arkadama. Od važnijih prostorija ističu se središnji salon, kapela i stubište. Mjestimično su na svodovima sačuvane ukrasne štukature. Dvorac je stradao u potresu 1984. godine, nakon čega je ispražnjen i ostavljen propadanju.
Potkraj 19. stoljeća, ispred ulaza u dvorac, nastaje mali parkovni prostor od kojeg je danas sačuvan tek mali dio. Pravog perivoja u Zajezdi nikada nije bilo. Južno od dvorca bio je veliki vrt, istočno voćnjak, a sjeverno su bili gospodarski objekti s velikim dvorištem.

## Opis dobra
Dala ga je sagraditi obitelj Patačić oko 1740. g. Dvorac je tlocrtnog „U“ oblika s dvorištem koje s četvrte strane zatvara zid. Vanjska pročelja su ritmizirana prozorskim otvorima bez dekoracije, a rubovi su ojačani rustikom. Dvorišna su pročelja rastvorena u prizemlju i katu nizovima arkada. Organizacija dviju etaža zasniva se na nizanju prostorija uz vanjske perimetralne zidove dok se prema dvorištu protežu hodnici. Danas osim dvorca postoje neki gospodarski objekti, maleni perivoj te ribnjak. Zajezda je značajan primjer trokrilnog dvorca na hrvatskim prostorima jer označava početak razvoja baroknog koncepta u smislu razbijanja zatvorene kubične forme i uvođenja aksijalne organizacije.

## Zaštita
Pod oznakom Z-1904 zavedena je kao nepokretno kulturno dobro - pojedinačno, pravna statusa zaštićena kulturnog dobra, klasificirano kao "profana graditeljska baština".